# Evan Roe
Evan Roe, né le 9 février 2000 à Seattle (Washington), est un acteur américain. Il est surtout connu pour son rôle de Jason McCord dans la série dramatique politique Madam Secretary.

## Biographie
Roe naît à Seattle et grandit à San Diego et à New York. Il fréquente l'université de New York et obtient son diplôme en 2022.

## Carrière
Roe commence sa carrière en tant qu'enfant acteur, apparaissant dans un épisode de 2012 de Jessie.
De 2014 à 2019, Roe interpréte le rôle de Jason McCord, le fils de la secrétaire d'État Elizabeth McCord, dans Madam Secretary. L'année suivante, il apparaît dans le film Selah and the Spades, présenté en première au Festival du film de Sundance 2019 et sorti en 2020. En 2022, Roe est choisi pour la prochaine mini-série de Netflix, A Man in Full.

## Filmographie
- 2012 : Jessie
- 2014 : Sam & Cat
- 2014 : Saint George
- 2016 : Time Toys
- 2014-2019 : Madam Secretary
- 2019 : Selah and the Spades
- ?: A Man in Full